# Аннексия Буковины Румынией
Аннексия Буковины Королевством Румыния — совокупность политических событий и военной операции (9 ноября — 2 декабря 1918), проведённых местными румынскими политическими кругами и румынскими войсками с целью присоединения всей территории бывшего кронланда Герцогства Буковина к Королевству Румыния.

## Исторические предпосылки
Территория, которая по состоянию на 1918 год была Герцогством Буковина, на протяжении веков находилась в составе разных государств. По результатам Русско-турецкой войны (1768—1774) Османская империя понесла значительные территориальные потери. Осознавая возможность потери контроля ещё и над Молдавией, Оттоманская Порта обратилась к Францу II за поддержкой и посредничеством в переговорах с Российской империей. В свою очередь, Габсбургская монархия, желая улучшить сочетание между своими владениями, выдвинула претензии на часть буковинской земли (Сучевский и Черновицкий цинуты). Требования аргументировались тем, что по первому разделу Речи Посполитой (1772) Габсбурги владели Галицией, и соответственно имели право на все исторические земли бывшего Галицкого княжества. После подписания Османской империей и Австрией (7 мая 1775 года, Константинополь) конвенции о передаче этих территорий, был образован дистрикт Буковина, который позже (1786) был превращён в Буковинский округ Королевства Галиции и Лодомерии. В январе 1849 года император Франц Иосиф I предоставил этим землям статус отдельного кронланда и образовал Герцогство Буковина .
В 1910 году была проведена перепись населения, согласно которой здесь доминировали украинцы 305101 (38,39%) и румыны 273254 (34,38%). При этом первые были крупнейшей этнической группой в северной части герцогства, вторые — в южной. Относительно численности румынского населения историки отмечают его завышение в результате «значительной фальсификации переписи 1910 года» румынскими политическими кругами.
К началу войны свое видение дальнейшей судьбы Герцогства Буковина было как у Австро-Венгрии, стремившейся сохранить край в качестве своего кронланда с возможным расширением за счёт Хотинщины и части Ботошанщины, так и в Российской империи, стремившейся расширить свою территорию за счет русских земель. В свою очередь представители Королевства Румыния определяли территорию Буковины как аннексированную Австрией (1775) в Молдавии . В качестве правопреемника Молдавского княжества, Румыния настаивала на своём "историческом праве" владеть этими землями. В связи с этим румынский король, как одно из условий вступления своего государства в войну, потребовал от Антанты согласия на присоединение (в будущем) Герцогства Буковина к Королевству Румыния. Указанный вопрос стал предметом длительных русско-румынских переговоров. Представители Румынии настаивали на своем «историческом праве» на всю территорию герцогства. Максимум на что соглашалась румынская сторона в начале переговоров - уступить земли к северу от Прута. Под давлением союзников, в 1916 году удалось достичь договоренностей о предстоящем разделении Герцогства Буковина на северную и южную части. При этом междуречье Днестра и Прута отходило Российской империи, а земли южнее Сучавы — Королевству Румыния. Судьбу остальной территории договорились решить позже, учитывая этнический состав населенных пунктов. Однако уже 9 февраля 1918 года Центральные Державы подписали с УНР Брестский мирный договор. Согласно тайному протоколу предполагалось присоединение украинской части Восточной Галиции к Буковине и создание так называемого Коронного края, который имел бы автономию в составе Австро-Венгрии.
Одновременно с событиями в Галиции, развивалось украинское национальное движение и на Буковине. 25 октября был создан Краевой Комитет как составная часть Украинского Национального Совета во Львове и начата подготовка к проведению Буковинского вече 3 ноября. 27 октября румыны созвали народное собрание, куда пришло около 300-400 человек. Они избрали Румынский Национальный совет во главе с Янкой Флондором и приняли резолюции против раздела Буковины и настаивали на объединении с Румынией. Тем временем, Украинский Краевой Комитет утвердил проект обращения (манифеста) к украинскому народу Буковины. 2 ноября офицеры распустили 41-й и 22-й пехотные полки, которые размещались в Черновцах, и у украинцев не осталось собранной военной силы для защиты своих интересов, так что пришлось собирать добровольцев. 3 ноября украинцы провели 10-тысячное Буковинское вече в Черновцах, где провозгласили воссоединение Северной Буковины с Украиной. Вече также выразило протест против попыток Румынского национального совета объявить всю Буковину «румынской землёй». 6 ноября 1918 власть на территории Северной Буковины получил Украинский комитет во главе с О. Поповичем, а на территории Южной Буковины (румынской) – Аурел Ончул

## Оккупация Буковины
6 ноября пограничники во главе с майором Антоном Антонеску входят в город Сучава.
7 ноября румынские пограничники, кавалерия и жандармы захватывают Гурагумору.
8 ноября части 8-й дивизии генерала Задика начали движение, чтобы войти на территорию Буковины. Дивизия состояла из 3 групп:
- Группа Дорогой (впоследствии Драгош), во главе с полковником Думитру Георгиу
- Группа Ботошаны (Александр Добрый), полк. Виктор Томоровеану
- Группа Фалтичены (Сучава), полк. Алекс Ротору.

Координацию группы Драгош и Сучава осуществляли генералы Аристид Лекка и Ион Некульча.
Численность дивизии не превышала 3000 плохо экипированных бойцов. Каждая группа состояла из примерно 600 человек, к ним также присоединили пограничников, небольшие отряды конницы, артиллерию и пулеметные отряды.

Над Черновцами румынский самолёт разбрасывал листовки с сообщениями от генерала Задика о приходе румынского войска в целях защиты населения от анархии и установления порядка. В тот же день состоялось заседание Краевого Комитета, где Илько Попович выразил план по военному сопротивлению румынской оккупации, но другие члены Комитета считали военные действия бесперспективными и обсуждали эвакуацию в Галицию. По окончании дискуссий Комитет решил начать мобилизацию, обратиться во Львов за военной помощью и обратиться с письмом-протестом против оккупации к геннералу Я. Задику.
...на засіданні Ради повідомив я про розташування румунської дивізії вже в Глібоці над Серетом, першого більшого села на українській Буковині, і пропонував:
1.своїми трьома сотнями окружити в ночі рум.дивізію, викликавши переполох у боязких румунів, і так примусити їх до втечі, або

2. хоч утворити фронт над Прутом рятуючи тим північну Буковину. Для цього треба було зірвати всі мости над Прутом і перевести негайно мобілізацію в північній частині краю.
Ілько Попович
9 ноября румынские войска занимают Сирет, Тарашаны и Глубокую. В тот же день, согласно румынским источникам, из Новоселицы в Черновцы прибывает рота румынских солдат (которые дезертировали из австро-венгерского войска) под командованием поручика (лейтенанта) Ильи Лазаря. Согласно украинским источникам и воспоминаниям участников тех событий рота Ильи Лазаря как полноценная военная единица нигде не фигурирует.
После получения сообщения о пребывании румынского войска в Глубоке на заседании украинского Краевого Комитета принимают решение остаться всем на своих должностях и бросить их только перед вооруженным принуждением. Президенту Северной Буковины Емельяну Поповичу, как наиболее вероятному преследуемому румынскими властями, разрешено уехать, если он этого пожелает. Военные подразделения должны были покинуть Черновцы только под давлением румынской армии, забирая с собой военное имущество.
10 ноября Румыния во второй раз вступает в войну на стороне Антанты и король Румынии Фердинанд I издает официальную прокламацию о предоставлении военной помощи населению Буковины в ответ на обращение Румынского Национального Совета. Ночью 10 ноября сотник Радомский и Мирон Кордуба прибывают в Глубокую, где передают протест против оккупации ген. Задика. В тот же день на городской ратуше Черновцов вывешивают румынский флаг. Черновцами начинают передвигаться добровольческие румынские и польские патрули. Украинские военные добровольческие отделы, из-за сообщений о вхождении в край 8-й дивизии находятся в замешательстве, часть из них (в ночь с 9 на 10 ноября) отступает за реку Прут, эвакуируя при этом военное имущество.
11 ноября румынские войска захватывают Черновцы. На следующий день Генеральный штаб приказом № 166 приказал продолжить продвижение к северной, восточной и западной границам Буковины.
12 ноября Румынский Национальный Совет принимает закон о государственной власти на Буковине и власть перебирают румынские чиновники во главе с Янкой Флондором. Правительство созывает 28 ноября Генеральный конгресс Буковины в зале резиденции митрополитов Буковины и Далмации, для провозглашения унии с Румынией. К участию в конгрессе, кроме румынских делегатов, присоединились немецкие и польские представители, а еврейские и украинские представители отказались участвовать. Во время конгресса заместитель председателя украинского Краевого Комитета – В. Залозецкий выразил свой протест против оккупации края. Конгресс направил просьбу к центральному правительству Румынии и королю относительно объединения с Румынией. После завершения съезда румынский мэр Черновцов объявил, что площадь перед ратушей теперь будет называться площадью Унии.
Король Фердинанд санкционировал акт унии указом №3744 от 31 декабря 1918 года.
13 ноября состоялось сражение у станции с.Лужаны между украинскими добровольческими частями и подразделениями 8-й румынской дивизии.

## См. раздел также
- Буковинское вече
- Бой на станции Лужаны